# 1832 Mrkos
1832 Mrkos este un asteroid din centura principală, descoperit pe 11 august 1969, de Liudmila Cernîh.